# Сериккали, Зейнолла
Зейнолла Сериккалиулы Сериккали (каз. Зейнолла Серікқалиұлы Серікқали; 10 февраля 1938, Курмангазинский район, Гурьевская область, Казахская ССР, СССР — 20 марта 2004, Алма-Ата) — казахский писатель, литературовед, филолог, литературный критик, переводчик. Заслуженный деятель Казахстана (1999), кандидат филологических наук (1968).
Лауреат Государственной премии Республики Казахстан в области литература и искусства (2002), Международной литературной премии «Алаш» (1994).

## Биография
Родился 10 февраля 1938 года в ауле Нуржау Курмангазинского района Атырауской области.
В 1960 году окончил отделение журналистики филологического факультета Казахского государственного университета, в 1968 году аспирантуру Казахского государственного педагогического института.
В 1968 году защитил кандидатскую диссертацию на тему: «Некоторые проблемы современного казахского исторического романа» (каз. «Қазіргі қазақ тарихы романының кейбір мәселелері»);
С 1959 по 1975 год — редактор журналов «Пионер», «Жулдыз», Союза писателей Казахстана, газеты «Социалистический Казахстан», ответственный сотрудник Института литературы и искусства им. М. О. Ауэзова (редактор, заведующий отделом, ответственный секретарь и др.).
С 1975 по 1987 год — главный редактор издательства «Казахстан»;
С 1987 по 1997 год — главный редактор Государственного комитета Казахской ССР по делам печати, полиграфии и книжной торговли;
С 1997 по 1999 год — заведующий редакционно-издательским отделом Сената Парламента Казахстана;
С 2001 по 2004 год — главный редактор издательской компании «Раритет»;

## Творчество
Первая литературно-критическая книга «Раздумье» опубликована в издательстве «Жазушы» в 1967 году, «Исповедь времени» — в 1971 году. В этих книгах на обширном материале рассматриваются вопросы мастерства, психологического портрета, взаимовлияния литератур.
В 1976 году издано новое исследование по литературе и эстетике «Мерой разума» (в соавторстве с Э. Сериккалиевой), посвященное специфике научного и художественного освоения мира. Его книга «Мудрость мировоззрения» стала весомым вкладом в национальную эстетическую мысль.
Перевел на казахский язык пьесы «14 июля» Р. Роллана, «Между ливнями» А. П. Штейна, «Черное ожерелье» Н. Мирошниченко и Э. Боброва, рассказы В. Г. Короленко многотомник «Краткая история искусства» (Б. И. Ревкин «Античная история», 1988), терминологический словарь «Культура и искусства» (соавтор, 2000).
Автор книги «Верность» (1990), «каз. Дүниетану даналығы» (1994), «каз. Алтын жамбы» (2001)"каз. Жандауа" (2004) и др.

## Награды и звания
- 1988 — Почётная грамота Президиума Верховного Совета Казахской ССР;
- 1994 — Международная литературная премия «Алаш»;
- 1997 — Почётный гражданин Абайского района Восточно-Казахстанской области;
- 1998 — Медаль «Астана»;
- 1999 — почётное звание «Қазақстанның еңбек сіңірген қайраткері» (Заслуженный деятель Казахстана) — за большой вклад в отечественную литературу и общественную активность.;
- 2000 — Почётный профессор Кызылординского государственного университета имени Коркыт ата;
- 2001 — Медаль «10 лет независимости Республики Казахстан»;
- 2002 — Государственная премия Республики Казахстан в области литературы и искусства за книгу «Алтын жамбы»[2]
- 2002 — Государственная стипендия Республики Казахстан в области культуры и искусства[3]